# Don Craig
Don Craig is een personage uit de soapserie Days of Our Lives. De rol werd van 1971 tot 1985 gespeeld door Jed Allan.

## Personagebeschrijving
Don was een succesvolle advocaat en kwam in 1971 naar Salem. In 1974 begon hij een relatie met Julie Olson en de twee verloofden zich, maar Julie verbrak de verloving toen haar moeder Addie Horton stervende was en ze wist dat Doug Williams opnieuw vrij zou zijn.
In 1976 werd Don verliefd op dokter Marlena Evans, de twee begonnen een relatie. In 1977 merkte hij dat Marlena veranderd was en toen zij hem dumpte kreeg hij argwaan. Hij vergeleek een handtekening van haar met die van een paar maanden geleden en kwam tot de constatie dat dit een andere was als die van Marlena. Samen met Laura Horton kwam hij erachter dat dit Samantha Evans was, de identieke tweelingzus van Marlena. Samantha had Marlena laten opnemen in een instelling en Don en Laura bevrijdden haar. Samantha zorgde wel voor een breuk tussen Don en Marlena, maar eind 1977 verzoenden ze zich en de twee verloofden zich.
Don besloot om mee te doen in de verkiezingsstrijd om senator te worden. De kranten begonnen een campagne tegen Don en een ex-vriendin van hem, Lorraine Temple, herkende zijn foto in de krant en kwam naar Salem om hem te vertellen dat hij een dochter had, Donna. De kranten kregen hier lucht van en gebruikten dit om zijn reputatie te schaden. Marlena bleef Don echter steunen.
Lorraine verliet Salem, maar Donna bleef om haar vader beter te leren kennen. Ze had wel moeite met haar nieuwe leven en Marlena. Op de trouwdag verstoorde Donna de ceremonie door te dreigen van een gebouw te springen. Don en Marlena probeerden haar te redden, maar Don viel nu van het gebouw af en bezeerde zijn been en rug. Door zijn verwondingen moest hij zich terugtrekken uit de verkiezingen.
Op 5 maart 1979 trouwden Don en Marlena eindelijk. Later dat jaar kregen ze het heuglijke nieuws dat ze een kind verwachtten. Aan het einde van dat jaar ging Don opnieuw de politiek in om een pornonetwerk op te rollen, waar zijn dochter ook bij betrokken was, zonder zijn medeweten.
In 1980 kreeg Don een naaktfoto toegestuurd. Hij confronteerde Donna, maar ze zei dat ze niet naakt geposeerd had en liet hem foto's zien waarvoor ze wel geposeerd had. Don wist nu dat de foto's nep waren en sprak met Earl Roscoe af om alle foto's op te kopen zodat deze niet verspreid werden.
Later dat jaar nam hij een job aan bij Chandler Corporations en hielp Kellam Chandler met zijn politieke campagne. Marlena kreeg een zoontje, Don Craig Jr, maar hij overleed kort na de geboorte aan wiegendood. Don gaf Marlena de schuld voor zijn dood en het huwelijk liep op de klippen.
Don begon een verhouding met Liz Chandler en trouwde met haar, maar in 1981 kwam Tony DiMera naar Salem en hij was nog steeds met Liz getrouwd, waardoor het huwelijk ongeldig werd. Liz werd door Tony gevangengenomen en er werd een bom gelegd in de kamer van Neil Curtis. Don beloofde Liz om te bewijzen dat de DiMera's hierachter zaten.
Op het sterfbed van Evan Whyland sprak Evan nog over Stefano DiMera en Don en Mickey Horton begonnen hem te onderzoeken. Ze kwamen erachter dat Evan Stefano chanteerde en dat Stefano achter het auto-ongeval van Maggie zat. Mickey kwam te dicht bij de waarheid en werd door Stefano ontvoerd, hij liet het echter zo lijken dat Mickey was omgekomen in een autocrash.
Don bracht nu veel tijd door met Mickeys weduwe Maggie en werd verliefd. Toen Don zijn gevoelens opbiechtte was Maggie sprakeloos. Maggie werd ook verliefd op Don, maar dan keerde Mickey terug naar Salem nadat hij ontsnapt was. Mickey en Maggie scheidden, maar kort daarna verbrak Maggie de relatie met Don en besefte dat haar scheiding met Mickey een fout was.
In 1985 ging Don een brief posten en werd sindsdien niet meer gezien, er werd geen reden gegeven waarom hij uit de serie verdween.